# 光果甘草
光果甘草（学名：Glycyrrhiza glabra，英語：Liquorice），又名洋甘草，多年生豆科甘草属植物，原產於西亞和南歐，散見於全歐與地中海週邊。儘管風味類似，但與茴芹，八角或茴香無植物學上的聯繫。被用作糖果和煙草的調味劑，尤見於部份歐洲和西亞國家。

## 詞源
英式英文Liquorice與美式英文Licorice源自盎格鲁-诺曼语 ，並能追溯至晚期拉丁语。該詞最初源于希腊语，glykyrrhiza（现代希腊语拼為，glykoriza) 字面意思为“甜根”。 
在二名法中，光果甘草的種小名glabra代表光滑，指光果甘草外皮光滑。Licorice的詞源則來自拉丁語Liquere，意為「變為液體」，反映出人們自其根部萃取甜味成分的方法。
截至2021年，光果甘草英語中的通用名稱在大英國協大多數國家拼作Liquorice，但在部分國家也使用Licorice這一拼法。

## 化學

甘草中的甜味大部分来自甘草酸

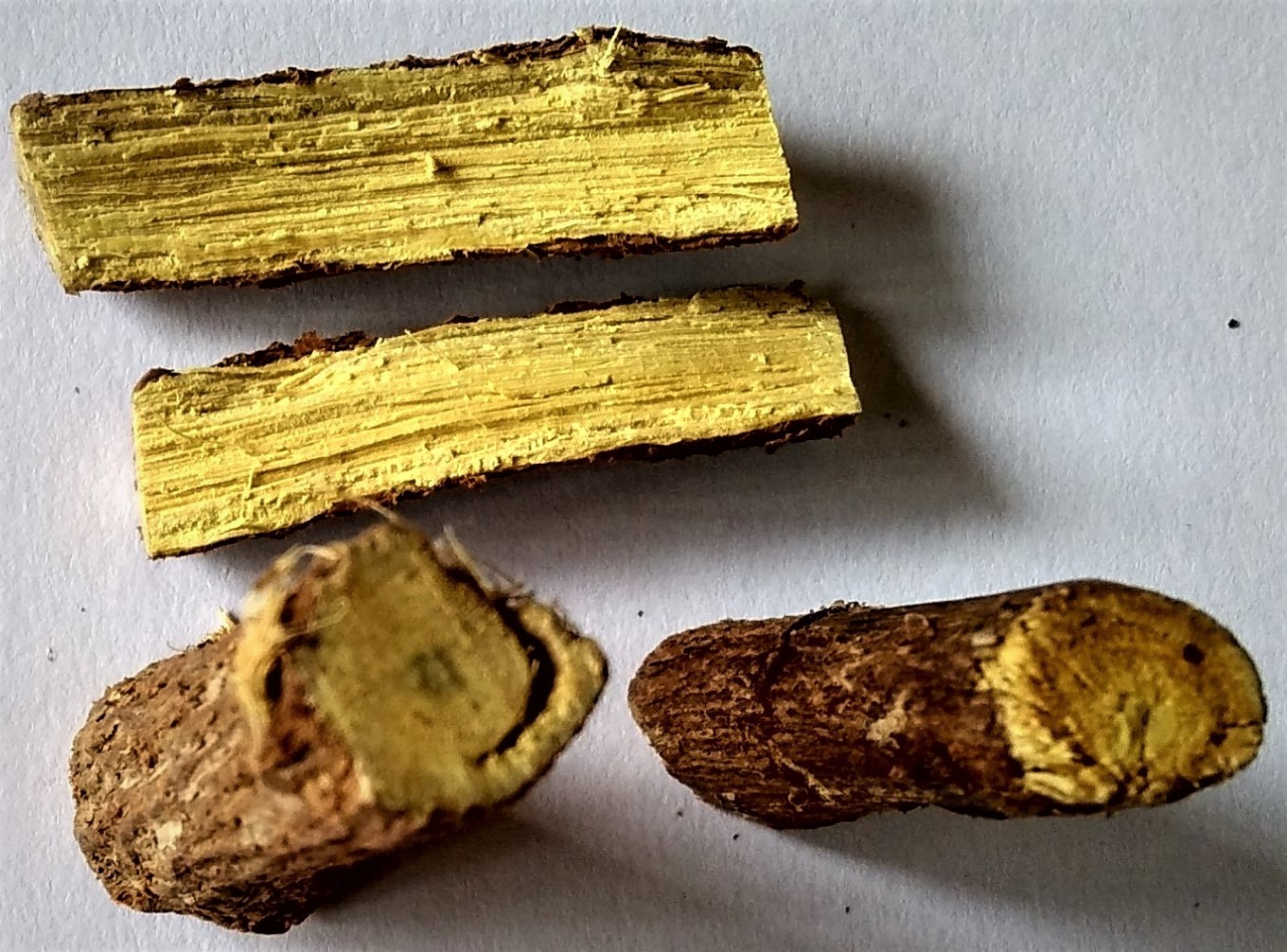
甘草根切片

光果甘草的根含有三萜类化合物、多酚和多糖，黄酮类化合物使根部呈现黄色。主要糖苷是甘草甜素，含量約7%至10%，具体取决于栽培方式。甘草根中发现的異黃烯素光甘草素和異黃烷光甘草定是植物雌激素。
光果甘草的甜味大部分来自甘草甜素，其甜度是糖的30至50倍。其味道与糖不同，它不會讓人立即感受到甜味，而且更酸，味道持续时间更长。

## 種植與用途
英式英文Liquorice與美式英文Licorice源自盎格鲁-诺曼语 ，並能追溯至晚期拉丁语。該詞最初源于希腊语，glykyrrhiza（现代希腊语拼為，glykoriza) 字面意思为“甜根”。 
在二名法中，光果甘草的種小名glabra代表光滑，指光果甘草外皮光滑。Licorice的詞源則來自拉丁語Liquere，意為「變為液體」，反映出自其根部萃取甜味的方法。
截至2021年，光果甘草英語中的通用名稱在大英國協大多數國家拼作Liquorice，但在部分國家也使用Licorice這一拼法。

甘草中的甜味大部分来自甘草酸

光果甘草的根含有三萜类化合物、多酚和多糖，黄酮类化合物使根部呈现黄色。主要糖苷是甘草甜素，含量約7%至10%，具体取决于栽培方式。甘草根中发现的異黃烯素光甘草素和異黃烷光甘草定是植物雌激素。
光果甘草的甜味大部分来自甘草甜素，其甜度是糖的30至50倍。其味道与糖不同，它不會讓人立即感受到甜味，而且更酸，味道持续时间更长。
光果甘草适合生长在阳光充足的深谷、排水良好的土壤中，种植两到三年后即可收获。甘草的产地包括土耳其、希腊、伊朗和伊拉克。 

### 菸
甘草可用作菸草的调味剂，在美式混合型香菸、湿鼻烟、嚼菸和烟斗煙草中具有增強風味與保濕的作用。甘草為煙草產品提供了天然甜味與獨特風味，且能與菸草業常用的天然或人工香料成分良好融合。
截至2009年，美国食品药品监督管理局禁止在香煙中使用除薄荷醇以外的所有「特徵性香料」，但此禁令不適用於其他類型的煙草製品。

### 食品

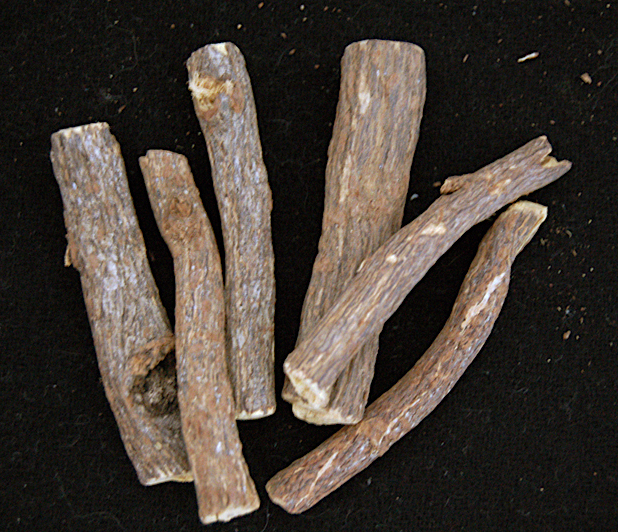
甘草干枝

以甘草為材料的糖果种类繁多，但多数甘草糖會添加茴香油調味，因此甘草的实际含量并不高。
在荷兰，甘草糖稱為Drop，是當地常见的甜食，通常會加入薄荷、薄荷醇、茴香或月桂調味，若加入氯化铵則叫做鹹甘草糖。

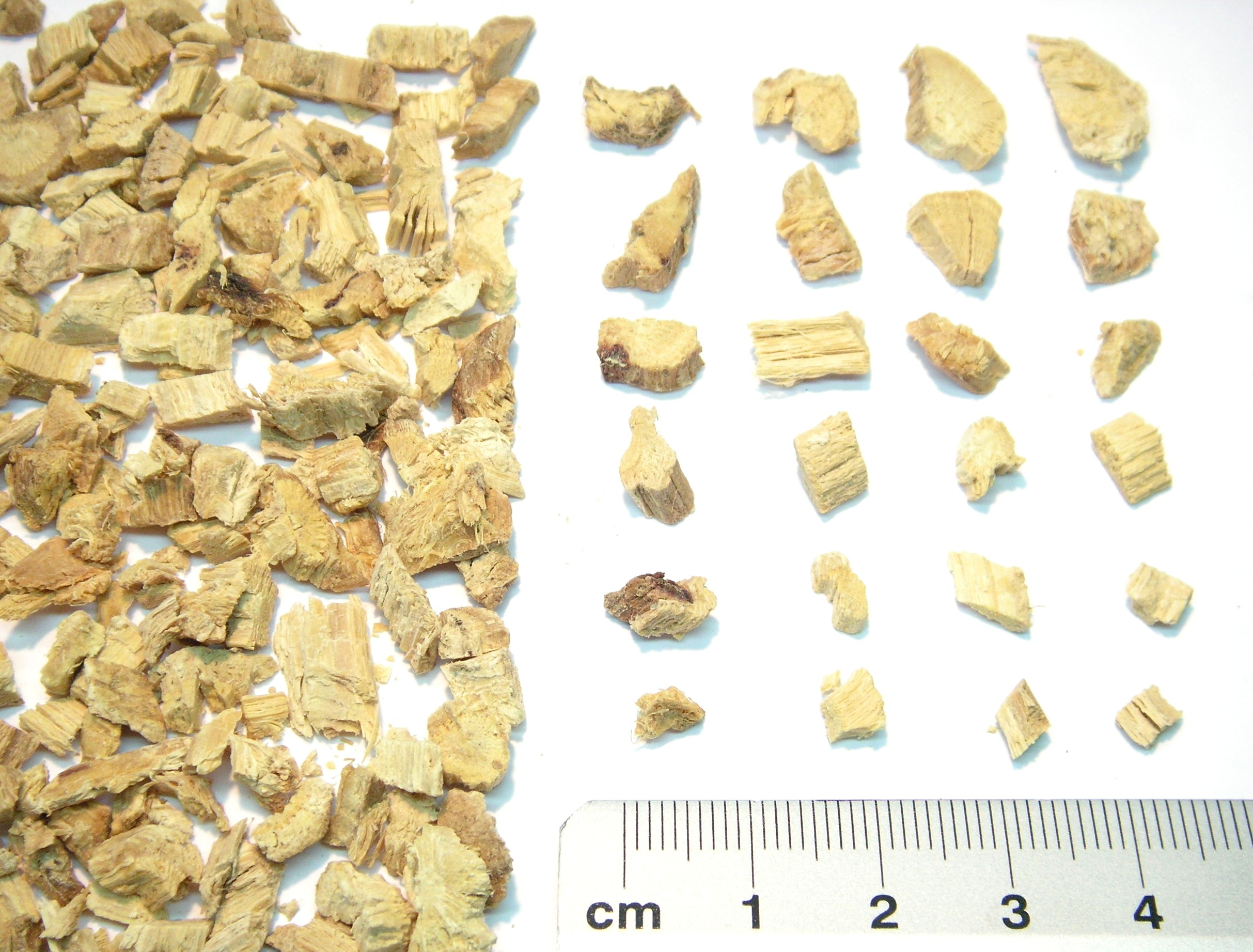
甘草片

在英国约克郡的庞特弗拉克特，當地會將甘草與糖混合後製成甘草甜餅。在坎布里亞郡、达勒姆郡、约克郡和兰开夏郡，甘草被俗称为“西班牙甘草”，据说是因西班牙僧侣在瑟斯克附近的里沃修道院中种植甘草。 
在在義大利、西班牙和法国，甘草以其天然形式使用。植物的根部採收後直接清洗、乾燥後咀嚼，作為口氣清新劑。在義大利各地，無糖甘草以100%純甘草萃取製成的小黑塊形式食用。在卡拉布里亚大区，還會以純甘草萃取製造利口酒。在雷焦艾米利亚則有一種名為Acqua d'orcio的甘草軟性飲料。
在阿拉伯世界的部分地區，包括埃及與黎凡特地區，甘草根被用來製作一種帶有甜味與微苦口感的冷飲，稱為 Erk al-sous，在齋戒月期間特別受歡迎。
在土耳其东南部的迪亚巴克尔，甘草根會拿來制成一种夏天常喝的冰镇饮料。 

### 研究
甘草甜素的特性尚处于初步研究中，例如用于丙型肝炎或局部治疗牛皮癣，但在實際療效與安全性上尚无法得出结论。

### 传统医学
草藥醫學和传统医学中會將甘草萃取物入藥，可治療口腔溃疡、異位性皮膚炎。過量攝取甘草可能會導致不良反應，以甘草成份甘草酸為例，每日攝取量超過2 毫克/公斤可能導致低鉀血症、高血壓等症狀，最嚴重可能致死。孕婦應減少攝取。

### 杀菌
光果甘草精油能抑制黃麴霉生长。 

## 不良反應

### 攝取量
美国食品药品监督管理局认为，只要不过量攝取，含有甘草及其衍生物（甘草甜素等）的食品能夠安全食用。但其他國家建議甘草甜素每日攝取量不應超過100–200毫克，約等於70–150 甘草糖。
過量攝取甘草甜素（超過每日每公斤體重0.2毫克）可能導致嚴重副作用。有研究估計，一位健康成年人每日可安全攝取約10毫克甘草甜素。
由於市售甘草產品的成分與濃度差異大，目前科學界無法確定一個普遍適用的安全攝取上限。

### 生理影響
過量食用甘草會導致低鉀血症、血壓升高，對高血壓、心臟病或腎病患者特別危險。每天攝取50至200克甘草（相當於每日攝入75～540毫克甘草次酸）持續四週可能出現相關副作用。
懷孕期間大量食用甘草與早產與胎兒健康問題有關。
過量攝取可能引發鹽皮質激素候群（hyper-mineralocorticosteroid syndrome），導致鈉滯留、鉀流失，打亂體內電解質與荷爾蒙平衡。具體表現為醛固酮上升、肾素-血管紧张素系统下降、心房利尿鈉肽上升等。
其他不良反应可能包括电解质失衡、水肿、高血壓、体重增加、心脏问题和虚弱、疲劳、呼吸困难、肾衰竭和瘫痪等。症状取决于毒性的严重程度。

### 毒性機制
甘草的主要毒性源自其皮質類固醇效應，原因是其活性成分甘草甜素與甘草次酸抑制皮質醇分解，從而導致水肿、低鉀血症、体重變化以及高血壓等症狀。

## 外部連結
- 甘草素 Glycyrrhizin（页面存档备份，存于） 中草藥化學圖像數據庫 (香港浸會大學中醫藥學院) （中文）（英文）
- 甘草次酸 Glycyrrhetinic acid （页面存档备份，存于） 中草藥化學圖像數據庫 (香港浸會大學中醫藥學院) （中文）（英文）
- 甘草查爾酮A Licochalcone A（页面存档备份，存于） 中草藥化學圖像數據庫 (香港浸會大學中醫藥學院) （中文）（英文）
- 甘草黃苷 Liquiritin（页面存档备份，存于） 中草藥化學圖像數據庫 (香港浸會大學中醫藥學院) （中文）（英文）